# Shiho Nishioka
Shiho Nishioka (西岡 詩穂, Nishioka Shiho, née le 23 février 1989 à Wakayama) est une escrimeuse japonaise, spécialiste du fleuret.
Elle remporte la médaille d'argent par équipes lors des Jeux asiatiques de 2010.
Elle se qualifie pour les Jeux olympiques de 2012, où elle bat Lin Po Heung mais est battue par Valentina Vezzali a l'assaut suivant. Par équipes, le Japon est battu par la Russie 17 à 45 dès le premier match (elle participe à un seul assaut).
Lors du tournoi olympique de 2016 à Rio de Janeiro, elle échoue en huitième de finale face à la Tunisienne Inès Boubakri.